# Единственная поперечная ладонная складка
Единая поперечная ладонная складка — линия, которая проходит горизонтально через ладони рук человека и образуется в результате слияния двух линий (линии сердца и линии ума). Как правило, на ладони человека эти линии раздельны, но у небольшого количества людей они сливаются в одну. Из-за того, что единственная поперечная ладонная складка похожа на ладонные сгибы у обезьян, её ещё называют обезьянья линия или линия симиан. Существуют также другие названия.

## Хроники
Первым, кто описал эту необычную линию, был французский хирург Поль Пьер Брока. В своей работе он рассказал о характерных особенностях своих пациентов, у которых обнаружил единственную горизонтальную складку через всю ладонь.
Два десятилетия спустя была определена диагностическая значимость поперечной ладонной складки, когда в 1906 году обнаружили наличие данной характеристики у  пациентов с синдромом Дауна (синдром получил название в честь английского врача Джона Дауна (John Down), впервые описавшего его в 1866 году). Объяснить, почему данная линия имеется у некоторых здоровых людей, затруднялись, в связи с чем появилось и некоторое время было популярным заблуждение, что наличие этой складки говорит о низких интеллектуальных способностях.
Позднее было установлено, что такая складка встречается у многих людей и может находиться на ладонях людей с очень высоким уровнем интеллекта, так что она не является признаком низкого IQ или интеллектуальных проблем, но порой неопытные хироманты-любители ошибочно продолжают утверждать,что людям с «обезьяньей» складкой тяжело даётся учеба.
Данная линия встречается достаточно редко,когда сливаются так называемые "линия ума" и "линия сердца",что по мнению хиромантов, говорит о достаточно упрямом нраве и свидетельствует либо об эмоциях и чувствах руководящих поступками и заглушившими разум, либо об очень рациональном, прагматичном и логическом видении мира. Другие линии на ладонях помогают определить, как именно обстоят дела у того или иного конкретного человека. 
В XX веке термин «единственная поперечная ладонная складка» был популяризирован во всём мире, но чаще использовалось и используется название «линия симиан».
В 2000 году на экраны выходит фильм «The Simian Line» («Линия симиан»), драма с участием Синди Кроуфорд, Уильяма Херта, Гарри Конника-младшего и других актёров. Картина является импровизированной и была отснята за 11 дней в Нью-Йорке и Лос-Анджелесе. По сюжету картины у одного из главных персонажей на руках присутствует поперечная ладонная складка.

## Медицинское значение
Единственная поперечная ладонная складка на одной руке встречается лишь у 5 % населения в мире. Она присутствует чаще на доминантной руке. На обеих руках встречается ещё реже.
У мужчин такая линия встречается чаще, чем у женщин. Замечена тенденция появления складки у родственников.
Присутствие единственной поперечной складки на ладони может считаться одним из признаков генетических заболеваний или генетических хромосомных аномалий, включая синдром Дауна (21-й хромосоме), синдром Клайнфельтера, Нунан синдром (хромосоме 12), синдром Патау (трисомия 13), и других. В медицине в диагностических целях очень часто используются обследования внешних видимых частей тела пациента.

## Примечание
1. ↑  Другие названия единственной поперечной ладонной складки Архивная копия от 13 февраля 2013 на Wayback Machine
2. ↑  Le pli transversal du singe dans la main de l’homme(1877 г.). Дата обращения: 28 ноября 2012. Архивировано 20 января 2013 года.